# Infinite
Infinite ( thường được viết hoa là INFINITE, Tiếng Hàn: 인피니트) là một nhóm nhạc nam Hàn Quốc gồm 6 thành viên, thành lập năm 2010 bởi công ty quản lý Woollim Entertainment. Nhóm ra mắt vào ngày 09 tháng 6 năm 2010, biểu diễn chính thức lần đầu tiên trên sân khấu  M! Countdown ngày 10 tháng 6 năm 2010 với ca khúc 다시 돌아와 (Come Back Again).

## Ý nghĩa tên gọi, fandom
INFINITE mang nghĩa "vô tận". Nhóm sẽ không bao giờ đặt ra giới hạn cho đam mê, khả năng của mình và sẽ luôn luôn phấn đấu không ngừng.
Ngày 17 tháng 8 năm 2011, Woollim Entertainment công bố tên fandom chính thức của nhóm là "INSPIRIT". "IN" trong "INFINITE", "SPIRIT" có nghĩa là tinh thần, tâm hồn, fan hâm mộ chính là tinh thần, là tâm hồn của nhóm.
Ngày 17 tháng 2 năm 2012, màu chính thức (màu bóng và lighstick) của fandom được công bố:      Metal Gold Pearl (màu vàng đồng).

## Lịch sử nhóm

### 2010: Ra mắt và 1st Mini Album First Invasion
Năm 2010, Infinite lần đầu tiên xuất hiện trong chương trình thực tế của Mnet Media You Are My Oppa.
Họ ra mắt trước công chúng vào ngày 9 tháng 6 và biểu diễn các ca khúc 다시 돌아와 (Come Back Again) và She's Back từ mini album đầu tiên của mình First Invasion.

### 2011: 2nd Mini Album Evolution, 1st Full Album Over The Top, Paradise và ra mắt tại Nhật
Ngày 7 tháng 1, Infinite trở lại với ca khúc chủ đề BTD (Before The Dawn) từ mini album thứ hai Evolution. Ngay sau khi phát hành, Evolution đạt  thứ hạng 3 trên bảng xếp hạng thời gian thực cho doanh số bán hàng tại Hàn Quốc và nhóm đã lọt vào bảng xếp hạng Music Bank K-chart lần đầu tiên. Infinite trở lên nổi tiếng với vũ đạo sắc bén và động tác vũ đạo bò cạp.
Infinite không chính thức ra mắt tại Nhật với đĩa đơn tiếng Nhật đầu tiên To-Ra-Wa vào ngày 26 tháng 1, đó là một phiên bản tiếng Nhật của ca khúc Hàn Quốc Come Back Again. Bài hát nằm ở top nhạc chuông được tải nhiều nhất trên bảng xếp hạng hàng ngày hạng mục K-pop của trang web điện thoại di động hàng đầu của Nhật Bản.
Ngày 16 tháng 3, Infinite trở lại với single album đầu tiên Inspirit dành tặng cho các fan của mình cùng ca khúc chủ đề Nothing's Over. Nhóm đã được vào top 30 và top 40 của các bảng xếp hạng và cũng lọt vào top 10 của Music Bank K-chart.
Full album đầu tiên của nhóm Over The Top đã được phát hành vào ngày 21 tháng 7 năm 2011 cùng với video âm nhạc của ca khúc chủ đề 내꺼 하자 (Be Mine). Họ đã nhận được chiến thắng sân khấu âm nhạc đầu tiên của mình tại M! Countdown vào ngày 1 tháng 9 và nhận được Double Crown cho chiến thắng 2 tuần liên tiếp tại M! Countdown.

Sau thành công của Be Mine, ngày 26 tháng 9, Infinite phát hành album repackaged mang tên Paradise cùng với ca khúc chủ đề cùng tên. Ngày 9 tháng 10, Infinite giành chiến thắng đầu tiên với Paradise tại Inkigayo, nhóm cũng đã nhận cúp thứ hai của mình với Paradise tại M! Countdown vào ngày 13 tháng 10.

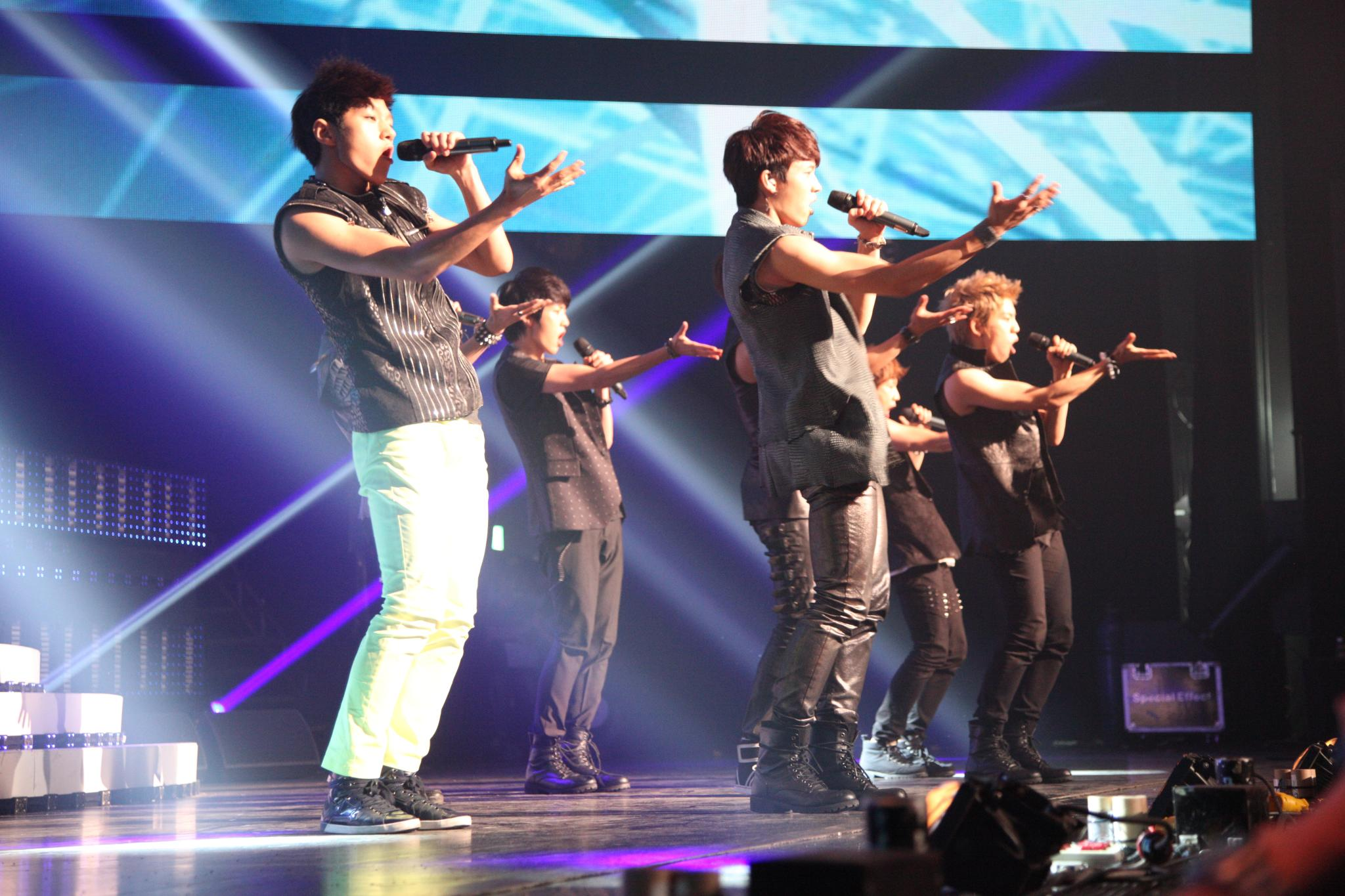
Infinite tại Cyworld Dream Music Festival năm 2011

Infinite ra mắt chính thức tại Nhật Bản với việc phát hành phiên bản tiếng Nhật của BTD (Before The Dawn) vào ngày 19 tháng 11 năm 2011. Các B-side của đĩa đơn là Can U Smile, một phiên bản làm lại từ một ca khúc của album single Inspirit.
Ngày 5 tháng 12, Infinite phát hành ca khúc kỹ thuật số 하얀고백 (Lately) nhân dịp mùa giáng sinh cuối năm với MV được quay tại Nhật Bản.

### 2012: 1st Concert Second Invasion, hoạt động cá nhân và 3rd Mini Album Infinitize
Infinite đã thực hiện buổi concert Hàn Quốc đầu tiên của mình Second Invasion với khoảng 8.000 người hâm mộ tham gia trong hai ngày 11 và 12 tháng 2 tại Seoul Olympic Park ở quận Songpa, phía đông Seoul. Vé vào cửa buổi biểu diễn bán hết trong vòng 10 phút sau khi được phát hành trực tuyến vào ngày 14 trước đó.

Trong năm này, các thành viên tập trung vào các hoạt động cá nhân với Dongwoo góp giọng vào đĩa đơn She's a Flirt của 2 thực tập sinh Baby Soul và Yoo Jia phát hành vào ngày 18 tháng 1. L thì được góp mặt trong bộ phim truyền hình Shut Up Flower Boy Band của tvN bắt đầu phát sóng vào ngày 30 tháng 1, Woohyun được thể hiện diễn xuất trong bộ phim The Thousandth Man, bắt đầu lên sóng vào ngày 17 tháng 8. L còn góp mặt vào bộ phim sitcom What Is Mom được phát sóng vào ngày 8. Infinite đã tham gia trình bày ca khúc nhạc phim của bộ phim Fantasy. Ngày 7 tháng 11, Sungkyu cho ra mắt album solo đầu tiên của mình là Another Me cùng với bài hát chủ đề 60 Seconds. Video âm nhạc của bài hát này có sự tham gia diễn xuất của thành viên L.

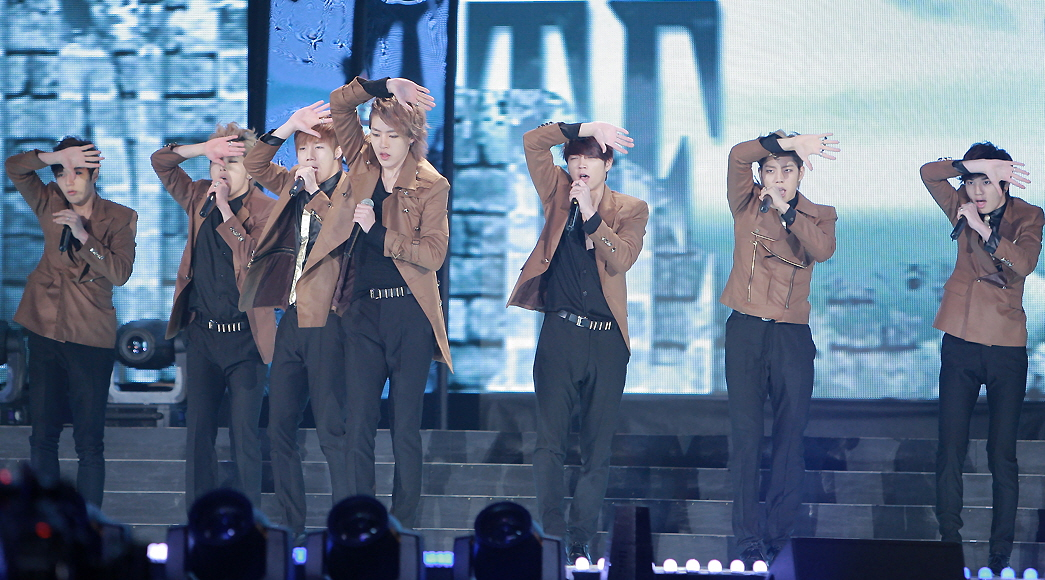
Infinite tại K-collection ở Seoul năm 2012

Đĩa đơn tiếng Nhật thứ hai của nhóm được phát hành vào ngày 18 tháng 4 năm 2012. Nó bao gồm phiên bản tiếng Nhật của ca khúc Be Mine là ca khúc chủ đề, cũng như một phiên bản tiếng Nhật của Julia. Nó đạt vị trí 2 trong cả hai bảng xếp hạng Oricon Daily và Weekly Charts, tổng số album được bán ra ước tính ít nhất là 54.218 bản.
Mini album thứ ba của nhóm là INFINITIZE với ca khúc chủ đề 추격자 (The Chaser) được phát hành vào ngày 15 tháng 5 và nhận được Triple Crown cho chiến thắng trong 3 tuần liên tiếp tại M! Coundown vào ngày 14 tháng 6 với vị trí dẫn đầu ở tất cả các bảng xếp hạng âm nhạc. Cuối năm 2012, Billboard đã chọn The Chaser là bài hát K-pop số một trong năm.

### 2013: Infinite H, 4th Mini Album New Challenge, Koi Ni Ochiru Toki và 1st World Tour One Great Step
Hai thành viên Dongwoo và Hoya ra mắt nhóm nhỏ Infinite H vào 10 tháng 1 cùng mini album đầu tiên Fly High và ca khúc chủ đề Special Girl.
Ngày 21 tháng 3, nhóm phát hành mini album thứ tư mang tên New Challenge. Man In Love, ca khúc chủ đề giành được 7 chiến thắng trên các chương trình ca nhạc trong suốt thời gian quảng bá của nó.
Sau khi video âm nhạc phiên bản tiếng Nhật của Man In Love ra mắt vào ngày 28 tháng 5, Infinite đã phát hành album tiếng Nhật đầu tay Koi ni Ochiru Toki vào ngày 5 tháng 6. Album đã xếp vị trí 1 trên bảng xếp hạng album của Oricon trong tuần từ ngày 3 đến ngày 9 tháng 6 với 69.647 bản được bán ra.
Sau đó nhóm phát hành single album thứ hai Destiny vào ngày 16 tháng 7. Video âm nhạc của Destiny được quay tại Universial Studios và nhiều địa điểm khác tại Los Angeles với tổng kinh phí 1.000.000.000 KRW (khoảng 890.000 USD), đưa Infinite trở thành nhóm nhạc K-pop đầu tiên được cho phép quay tại phim trường Hollywood lừng danh. Nhóm đã trình diễn Destiny lần đầu tiên tại Mnet 20's Choice Awards vào ngày 18 và bắt đầu quảng bá với màn trình diễn trên sân khấu Show! Music Core của MBC vào ngày 20 tháng 7.

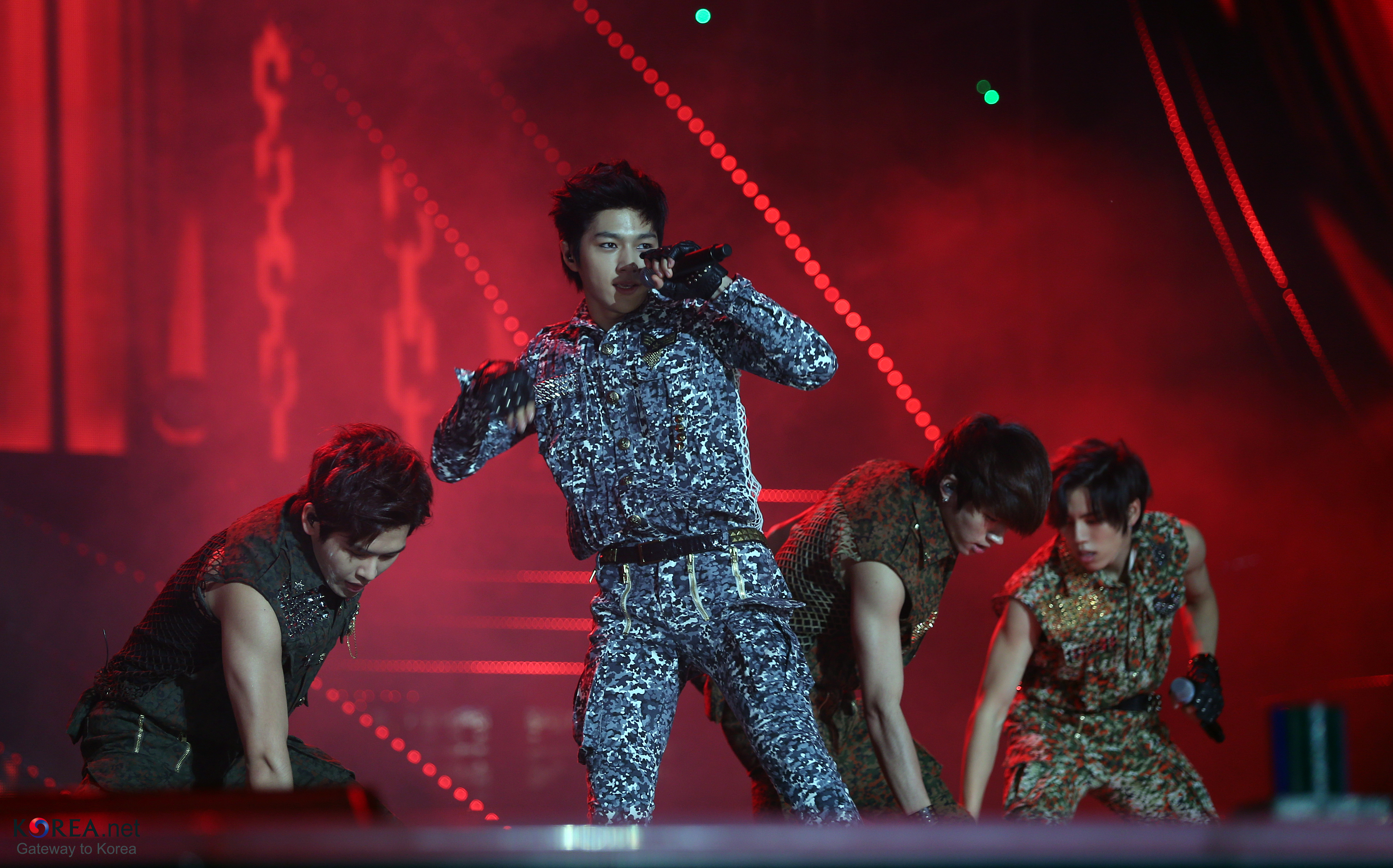
Infinite tại Kpop World Festival ở Changwon 2013

Infinite bắt đầu World Tour đầu tiên One Great Step vào ngày 9 tháng 8 tại Seoul. Tour lưu diễn bao gồm 22 buổi biểu diễn tại châu Á, Bắc Mỹ, châu Âu và Dubai.
Ngày 22 tháng 11, Infinite đã giành được giải thưởng Nhóm nhạc nam xuất sắc nhất và giải Sony MDR Worldwide Performer tại sân khấu MAMA (Mnet Asian Music Awards) năm 2013.

### 2014: This is INFINITE, 1st World Tour Encore Concert One Great Step Returns, 2nd Full Album Season 2, Be Back và Infinite F
Ngày 16 tháng 1, Mnet phát hành một bản teaser cho chương trình thực tế mới This is INFINITE và vào ngày 6 tháng 2, chương trình được phát sóng tập đầu tiên. Đây là chương trình thực tế thứ ba của Infinite sau You're My Oppa vào năm 2010 và Ranking King vào năm 2012.
Sau tour diễn thế giới tại 15 quốc gia, Infinite đã tổ chức encore concert có tựa đề One Great Step Returns trong hai ngày 28 tháng 2 và 1 tháng 3 tại Olympic Gymnastics Arena ở Seoul.để kết thúc tour diễn thế giới của họ. Trong buổi concert, một nhóm nhỏ mới, Infinite F đã được công bố với các thành viên Sungyeol, Sungjong và L. Infinite F biểu diễn một bài hát mới có tựa đề Heartbeat, trong khi Infinite H thực hiện một mới bài hát mang tên Alone. Woohyun đã trình diễn một ca khúc anh tự sáng tác Close My Eyes.
Một nhóm nhỏ dự án mới giữa SM Entertainment và Woollim Entertainment, 투하트 (Toheart), xuất hiện lần đầu vào ngày 10 tháng 3 với 2 thành viên là Woohyun và SHINee Key. Album Toheart bao gồm 6 ca khúc với bài hát chủ đề Delicious; ngoài ra ca khúc Tell Me Why sau đó đã nhận được nhiều sự yên mến từ fan hâm mộ và nhóm đã cho ra mắt MV ca khúc này với sự góp mặt diễn xuất của Lee Daeyeol, em trai Sungyeol.
Ngày 10 tháng 4, Infinite phát hành The Origin, một album nhạc khí của các bài hát tiêu biểu nhất của nhóm và là album đầu tiên của loại hình này của một nghệ sĩ Hàn Quốc. Trước khi phát hành The Origin, Infinite phát hành video âm nhạc không lời cho bài hát BTD (Before The Dawn), trong đó bao gồm những cảnh quay chưa từng được nhìn thấy từ bản gốc video âm nhạc của BTD.
Ngày 12 tháng 5, Woollim Entertainment đã xác nhận trong một cuộc phỏng vấn với album phòng thu thứ hai Season 2 sẽ được phát hành vào ngày 21. Trước khi phát hành album, Infinite đã tổ chức một showcase tại Hàn Quốc, Nhật Bản và Đài Loan có tiêu đề 1.2.3. Nhóm đã tổ chức showcase đầu tiên tại Nhật Bản vào ngày 19 và Đài Loan vào ngày 20 trước khi thực hiện tại Hàn Quốc vào tháng 21. Ngày 20 tháng 5, video âm nhạc cho Last Romeo được phát hành. Sau đó nhóm đã trở lại với ca khúc Back trong repackaged album Be Back vào ngày 20 tháng 7. Infinite thực hiện màn biểu diễn live đầu tiên của họ về ca khúc chủ đề Back trên Music Bank của KBS vào ngày 18 tháng 7.
Infinite tổ chức concert mùa hè 2 năm một lần That Summer 2 tại Blue Square Samsung Card Hall ở Seoul với 15.000 fan hâm mộ. Concert diễn ra trong 7 ngày bắt đầu từ ngày 7–10 tháng 8 và 14–16 tháng 8.
Ngày 11 tháng 9, Infinite lần đầu tiên nắm giữ vị trí đầu bảng trên Billboard với đĩa đơn Last Romeo, trở thành nhóm nhạc Hàn Quốc đầu tiên đứng đầu bảng xếp hạng Billboard Twitter Emerging Artists Chart và giữ vị trí thứ 33 trên bảng xếp hạng Billboard Twitter Top Tracks.
Ngày 30 tháng 11, Infinite F ra mắt tại Hàn Quốc với ca khúc Heartbeat trong mini album Blue. Heartbeat trước đó cũng đã được dùng làm nhạc phim cho bộ phim Hi School Love On có sự góp mặt diễn xuất của 2 thành viên Sungyeol và Woohyun.
Ngày 7 tháng 12, Infinite đã tung ra video âm nhạc cho ca khúc 함께 (Together) được sáng tác bởi Woohyun và viết lời bởi tất cả các thành viên, kể về cuộc hành trình của nhóm trong suốt tour diễn thế giới đầu tiên.
Ngày 18 tháng 12, Infinite phát hành video âm nhạc cho đĩa đơn Nhật mới Dilemma, được sáng tác bởi nhạc sĩ và guitarist Nhật Bản nổi tiếng Tomoyasu Hotei. Ca khúc sau đó được sử dụng là điểm nhấn cho tour diễn sắp tới Dilemma của nhóm tại Nhật Bản vào đầu năm 2015.

### 2015: Fly Again, 27, Dilemma Japan Tour, 5th Mini Album Reality và 2nd World Tour Infinite Effect
Ngày 26 tháng 1, nhóm nhỏ Infinite H đã trở lại sau hai năm với việc phát hành mini album thứ hai Fly Again, ca khúc chủ đề là Pretty được viết lời bởi chính Dongwoo và Hoya. Infinite H cũng đã tổ chức một cuộc họp báo và một showcase vào cùng một ngày tại AX Korea, Seoul. Nhóm bắt đầu quảng bá vào ngày 31 tháng 1 trên M! Countdown.
Ngày 24 tháng 1, Infinite trêu chọc fan với trailer chính thức cho Dilemma Tour. Tour diễn bắt đầu vào ngày 1 tháng 2 tại Fukoka, theo sau đó là các buổi concert ở Tokyo, Osaka và Aichi. Ngày 20 tháng 5, Infinite phát hành teaser của họ cho single tiếng Nhật của họ 24 Hours, bao gồm các bức ảnh cá nhân của các chàng trai mặc áo trắng để miêu tả các thiên thần trên trái đất.
Ngày 29 tháng 4, Infinite tiết lộ video quảng bá  cho 24 Hours. Đĩa đơn đạt vị trí 3 trên bảng xếp hạng Oricon Weekly với 56,266 bản được bán ra.

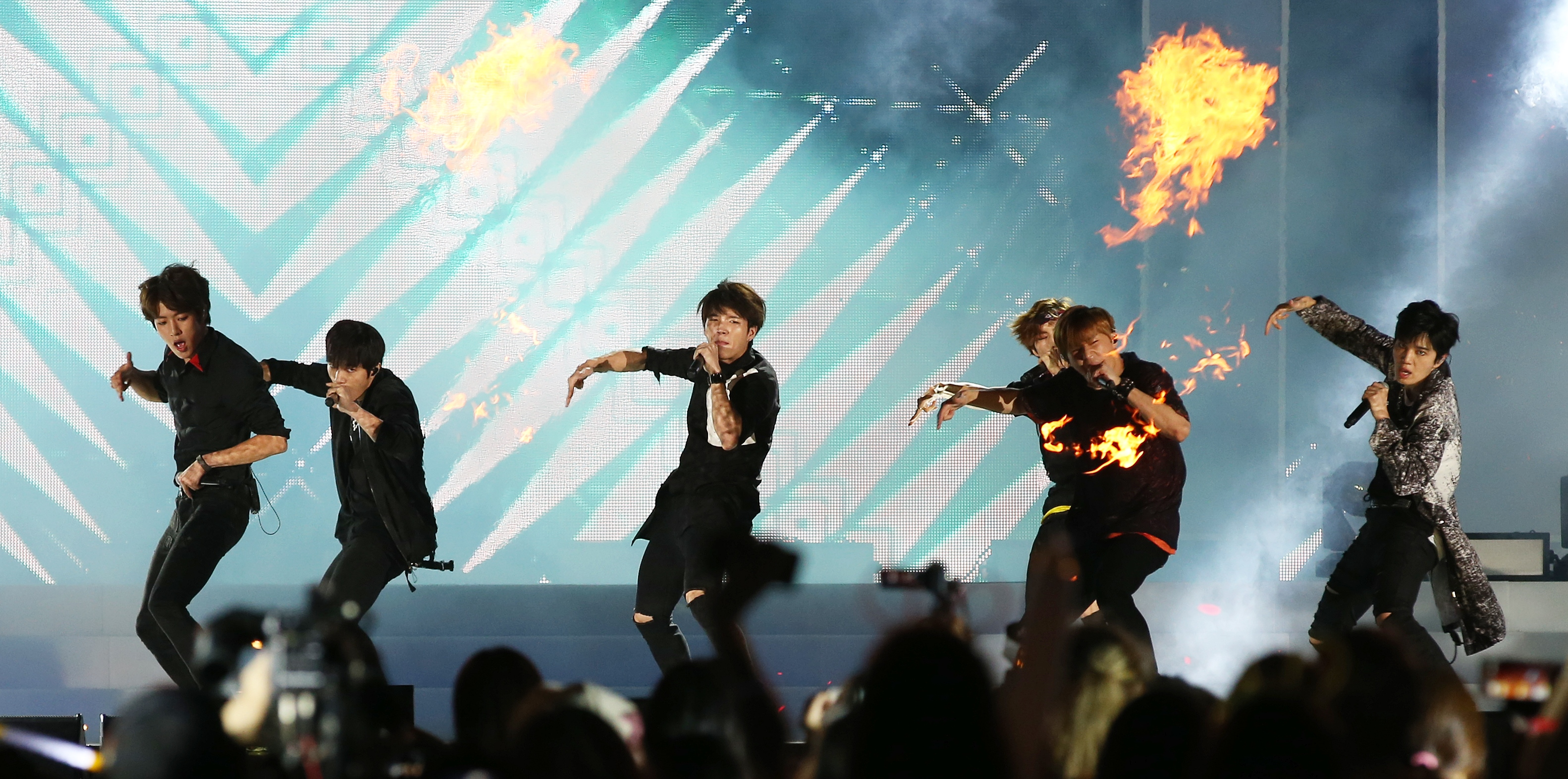
Infinite tại lễ hội âm nhạc K-pop năm 2015

Trong tháng 5, Sung-kyu phát hành mini album solo thứ hai của mình mang tên 27. Toàn bộ album được sản xuất bởi nghệ sĩ được anh tôn trọng Kim Jong Wan, thủ lĩnh của ban nhạc rock NELL. Anh quảng bá với hai ca khúc chủ đề The Answer và Kontrol với các video âm nhạc được phát hành vào ngày 10 tháng 5.
Ngày 30 tháng 6, Infinite phát hành hình ảnh teaser cho việc phát hành mini album mới Reality. Ngày 2 tháng 7, nhóm đã thông báo rằng ca khúc chủ đề sẽ có tên là Bad, teaser cho video âm nhạc được tung ra vào ngày 6 tháng 7, và video âm nhạc chính thức được phát hành vào ngày 12 tháng 7, cùng với việc phát hành mini album thứ 5 Reality vào ngày 13 tháng 7.
Ngày 21 tháng 7, Infinite phát hành teaser 2nd World Tour Infinite Effect. Nắm giữ một lá cờ với biểu tượng vô cực, trưởng nhóm Sungkyu dẫn các thành viên của mình thông qua các cửa ra vào, báo hiệu cuộc xâm lược của họ sang các nước khác trong suốt teaser video.
Infinite Effect là tour diễn thế giới thứ hai của nhóm kể từ tour diễn thế giới đầu tiên tổ chức vào năm 2013. Tour lưu diễn khởi động ở Seoul trong 2 ngày 8 và 9 tháng 8. Ngày 24 tháng 8, nhóm đã công bố những điểm dừng tiếp theo trong tour lưu diễn.
Chương trình thực tế mới nhất của Infinite, Infinite Showtime, được bắt đầu phát sóng trên MBC Every1 từ ngày 10 tháng 12.
Infinite phát hành album tiếng Nhật For You vào ngày 16 tháng 12 với bài hát chủ đề Can't Get Over You, xếp hạng 3 về doanh số bán hàng tuần đó. Trong album có bản thu âm tiếng Nhật của ca khúc For You mà Infinite đã trình diễn trong suốt tour thế giới Infinite Effect.

### 2016: That Summer Concert 3, Write.., Best of Infinite và 6th Mini Album Infinite Only
Infinite kết thúc World Tour Infinite Effect bằng encore concert mang tên Infinite Effect Advance tại sân vận động Olympic Park Gymnastics ở Seoul trong 2 ngày 20 và 21 tháng 2.
Ngày 9 tháng 5, Woohyun ra mắt với tư cách nghệ sĩ solo cùng mini album đầu tay có tên là Write.., ca khúc chủ đề là 끄덕끄덕 (Still I Remember). Album bao gồm các ca khúc Woohyun tự sáng tác và có cả hidden track Everyday mà anh đã biểu diễn trong suốt tour thế giới Infinite Effect.
Infinite phát hành best album Nhật đầu tiên - Best of Infinite vào ngày 31 tháng 8. DNA/Paradise đứng vị trí 1 trên bảng xếp hạng Nhật Bản Recochoku Daily Album Chart.
Infinite tiếp tục tổ chức concert mùa hè thứ 3 That Summer 3 bắt đầu tại Blue Square Samsung Card Hall từ ngày 3 đến ngày 8 tháng 8. Trước concert mùa hè, Infinite đã phát hành digital single đặc biệt That Summer (The Second Story) vào ngày 8 tháng 7.
Mini album thứ 6 Infinite Only được phát hành vào ngày 19 tháng 9, gồm 7 ca khúc với bài hát chủ đề The Eye.

### 2017: AIR, Begin Again
INFINITE phát hành album tiếng Nhật thứ 3 AIR vào ngày 24 tháng 5 với bài hát chủ đề là phiên bản tiếng Nhật của ca khúc AIR từ mini album INFINITE Only, bản remix các hit đình đám của INFINITE và 3 ca khúc tiếng Nhật mới Toki, After Dark và Waiting For The Moment.
Trong 3 ngày 29 - 31 tháng 12, INFINITE tổ chức buổi fanmeeting mang tên Begin Again sau một thời gian dài không hoạt động.

### 2018: 3rd Full Album Top Seed và Nghĩa vụ quân sự
6 thành viên  tiếp tục hoạt động nhóm với full album thứ 3 Top Seed, phát hành vào ngày 8 tháng 1. Album gồm 12 bài hát với ca khúc chủ đề Tell me, đứng vị trí thứ 4 trên bảng xếp hạng Billboard's World Albums. Ngoài ra trong album còn có ca khúc Begin Again đã được nhóm trình diễn trong fanmeeting trước đó và các ca khúc solo của các thành viên Dongwoo, L, Sungjong.
Sungkyu trở lại với tư cách nghệ sĩ solo cùng full album 10 Stories. Album bao gồm 10 ca khúc được sáng tác và sắp xếp vởi Kim Jong Wan, trong đó có ca khúc chủ đề True Love và ca khúc City of Angels đã được Sungkyu trình diễn tại fanmeeting Begin Again.
Sau thời gian quảng bá solo của Sungkyu, Woollim Entertainment đã thông báo về solo concert đầu tiên của anh mang tên Shine. Concert diễn ra trong 3 ngày 5 - 7 tháng 5, với sự tham gia bất ngờ của Woohyun, Dongwoo, Kim Jong Wan và Tablo trong buổi diễn cuối cùng. Trong cùng hôm ấy, Sungkyu đã đột ngột thông báo trực tiếp với các fan hâm mộ về việc nhập ngũ của anh 2 tuần sau đó. Woollim Entertainment đã tung ra video âm nhạc cho sân khấu Don't Move của Sungkyu trong buổi concert cuối cùng vào ngày 14 tháng 5, ngay trước lúc Sungkyu nhập ngũ.
Theo yêu cầu bắt buộc nhập ngũ của Hàn Quốc, trưởng nhóm Sungkyu bắt đầu thực hiện nghĩa vụ hai năm của mình từ ngày 14 tháng 5 năm 2018 với tư cách lính tại ngũ tại Sư đoàn Bộ binh số 22. Sau khi luật được thay đổi bởi quân đội Hàn Quốc, dự kiến Sungkyu sẽ xuất ngũ vào ngày 8 tháng 1 năm 2020. Các thành viên còn lại tiếp tục tập trung hoạt động cá nhân.

### 2019 - 2022: Nghĩa vụ quân sự và rời Woollim
Infinite đã quảng bá với tư cách là năm thành viên với việc phát hành đĩa đơn "Clock" vào ngày 13 tháng 2 năm 2019.
Sungyeol nhập ngũ với tư cách là một người lính nghĩa vụ tại ngũ vào ngày 26 tháng 3 năm 2019, trong khi Dongwoo cũng nhập ngũ với tư cách một người lính nghĩa vụ tại ngũ vào ngày 15 tháng 4. Sungjong và Woohyun lần lượt nhập ngũ với tư cách nhân viên phục vụ cộng đồng do chấn thương vào ngày 22 tháng 7 và ngày 24 tháng 10.
Hợp đồng độc quyền của L với Woollim Entertainment hết hạn vào ngày 18 tháng 8 năm 2019. Anh ấy đã đăng một bức thư viết tay vào ngày hôm sau lên Instagram của mình giải thích quyết định rời công ty "để tiếp nhận những thử thách mới" và rằng anh ấy vẫn sẽ tiếp tục là một mảnh ghép của Infinite.
Sungkyu hoàn thành nghĩa vụ quân sự vào ngày 8 tháng 1 năm 2020 và tổ chức một buổi họp mặt người hâm mộ nhỏ sau khi xuất ngũ. Vào ngày 9 tháng 6 năm 2020, Sungkyu và L đã cùng nhau tổ chức một buổi phát sóng V Live đặc biệt để kỷ niệm 10 năm thành lập Infinite.
Sungyeol chính thức hoàn thành nghĩa vụ quân sự vào ngày 27 tháng 10 năm 2020. Dongwoo xuất ngũ vào ngày 15 tháng 11.
L nhập ngũ vào Lực lượng Thủy quân Lục chiến Hàn Quốc vào ngày 22 tháng 2 năm 2021.
Vào ngày 1 tháng 3 năm 2021, có thông báo rằng Sungkyu sẽ không gia hạn hợp đồng với Woollim. Vào ngày 6 tháng 3 năm 2021, Woollim xác nhận rằng hợp đồng của Sungkyu đã hết hạn và anh ấy rời công ty. Vào ngày 31 tháng 3 năm 2021, Dongwoo và Sungyeol rời Woollim sau khi hết hạn hợp đồng. Dù vậy, cả 3 thành viên vẫn tiếp tục là thành viên Infinite.
Sungjong hoàn thành nghĩa vụ quân sự của mình vào ngày 08 Tháng Năm, 2021. Sau đó, anh gia hạn hợp đồng của anh với Woollim vào ngày 7 tháng 6, 2021. Cũng vào ngày 7 tháng 6, có thông tin xác nhận rằng Sungyeol đã ký hợp đồng với Management 2sang, cùng công ty với L.
Vào ngày 9 tháng 6, Sungkyu, Dongwoo, Sungyeol và Sungjong đã tập trung trên V Live để kỷ niệm 11 năm thành lập Infinite. Sungkyu đã ký hợp đồng với DoubleH TNE vào ngày 14 tháng 6. Woohyun xuất ngũ vào ngày 4 tháng 8 năm 2021 và tiếp tục dưới sự quản lý của Woollim Entertainment. Các thành viên tích cực của Infinite đã tái hợp trong một chương trình tạp kỹ đặc biệt trên Youtube nhân dịp lễ Chuseok, được tải lên vào tháng 9. Vào ngày 1 tháng 10, có thông báo rằng Dongwoo đã ký hợp đồng với Big Boss Entertainment.
Vào ngày 24 tháng 1 năm 2022, có thông báo rằng hợp đồng của Sungjong với Woollim Entertainment đã hết hạn sau khi anh ấy quyết định không gia hạn và trở thành một nghệ sĩ tự do. L xuất ngũ vào ngày 21 tháng 8, như vậy tất cả các thành viên của INFINITE đều đã hoàn thành nghĩa vụ quân sự. Ngày 5 tháng 9, Sungjong ký hợp đồng độc quyền với SPK Entertainment. Vào ngày 7 tháng 10, có thông báo rằng hợp đồng của Woohyun với Woollim Entertainment đã hết hạn sau khi quyết định không gia hạn, do đó anh trở thành thành viên cuối cùng của Infinite rời công ty, dù vậy anh ấy vẫn sẽ tham gia các hoạt động của nhóm.

### 2023 - nay: Infinite Company, comeback và concert
Vào ngày 8 tháng 5 năm 2023, có thông báo rằng nhóm sẽ thành lập công ty mới, Infinite Company, đồng thời chuẩn bị cho các hoạt động với tư cách một nhóm đầy đủ. Giám đốc điều hành và người sáng lập Woollim Lee Jung-yeop đã chuyển nhượng quyền thương hiệu của Infinite bao gồm tên nhóm, tên fandom, concert, fanmeeting,... cho Sungkyu mà không có bất kỳ điều kiện hay khoản phí nào như một món quà cho ngày sinh nhật của anh ấy. Vào ngày 7 tháng 7, có thông báo rằng nhóm sẽ trở lại vào ngày 31 tháng 7 với mini album thứ bảy 13egin. Đồng thời, nhóm cũng tổ chức 2 đêm concert tại Hàn Quốc vào ngày 19, 20 tháng 8 năm 2023 ở KSPO Dome. Bên cạnh đó là các đêm concert tài Đài Bắc, Macau và Yokohama.

## Thành viên
| Nghệ danh           | Nghệ danh           | Tên khai sinh       | Tên khai sinh       | Tên khai sinh       | Tên khai sinh       | Ngày sinh           | Nơi sinh                   |
| Latinh              | Hangul              | Latinh              | Hangul              | Hanja               | Hán-Việt            | Ngày sinh           | Nơi sinh                   |
| Thành viên hiện tại | Thành viên hiện tại | Thành viên hiện tại | Thành viên hiện tại | Thành viên hiện tại | Thành viên hiện tại | Thành viên hiện tại | Thành viên hiện tại        |
| ------------------- | ------------------- | ------------------- | ------------------- | ------------------- | ------------------- | ------------------- | -------------------------- |
| Sungkyu             | 성규                | Kim Seong-gyu       | 김성규              | 金聖圭              | Kim Thành Khuê      | 28 tháng 4, 1989    | Jeonju, Hàn Quốc           |
| Dongwoo             | 동우                | Jang Dong-woo       | 장동우              | 張東宇              | Trương Đông Vũ      | 22 tháng 11, 1990   | Guri, Gyeonggi, Hàn Quốc   |
| Woohyun             | 우현                | Nam Woo-hyeon       | 남우현              | 南優鉉              | Nam Vũ Hiền         | 8 tháng 2, 1991     | Seoul, Hàn Quốc            |
| Sungyeol            | 성열                | Lee Seong-yeol      | 이성열              | 成烈                | Lý Thành Liệt       | 27 tháng 8, 1991    | Yongin, Gyeonggi, Hàn Quốc |
| L                   | 엘                  | Kim Myung-soo       | 김명수              | 金明洙              | Kim Minh Tú         | 13 tháng 3, 1992    | Seoul, Hàn Quốc            |
| Sungjong            | 성종                | Lee Seong-jong      | 이성종              | 李成鍾              | Lý Thành Chung      | 3 tháng 9, 1993     | Gwangju, Hàn Quốc          |
| Cựu thành viên      |                     |                     |                     |                     |                     |                     |                            |
| Hoya                | 호야                | Lee Ho-won          | 이호원              | 李浩元              |                     | 28 tháng 3, 1991    | Busan, Hàn Quốc            |

## Nhóm nhỏ

### Infinite H
Infinite H (Hangul: 인피니트 H) là nhóm nhỏ đầu tiên của nhóm nhạc nam Hàn Quốc Infinite. Infinite H thành lập dưới Woollim Entertainment vào năm 2013 với hai thành viên Dongwoo và Hoya. Tên nhóm: "H" có ý nghĩa là "Hip hop" - phong cách âm nhạc mà nhóm theo đuổi. Nhóm đã ra mắt với mini album đầu tiên của mình có tựa đề Fly High và phát hành EP thứ hai Fly Again vào 26 tháng 1 năm 2015.

### Infinite F
Infinite F (Hangul: 인피니트 F) là nhóm nhỏ thứ hai của nhóm nhạc nam Hàn Quốc Infinite, được thành lập bởi Woollim Entertainment vào năm 2014, gồm các thành viên: Sung-yeol, L và Sung-jong. Họ lần đầu tiên thực hiện như một nhóm nhỏ không chính thức với sản phẩm Inspirit Inauguration vào 17 tháng 8 tại Orange Caramel's - Bangkok City mà đã được đón nhận nồng nhiệt bởi người hâm mộ và chính thức công bố tại One Great Step Returns được tổ chức ngày 28 và ngày 01 tháng 3.
Ngày 25 tháng 11, bìa album cho Azure đã được tiết lộ, theo sát thông báo rằng Infinite F sẽ được ra mắt tại Hàn Quốc vào tuần sau. Các MV cho My Heart Is Beating và album đã được cả hai phát hành trong tháng 12. Nhóm chính thức debut trên Music Bank vào ngày 5 tháng 12.

## Đĩa nhạc
| - Over the Top (2011) - Season 2 (2014) - Top Seed (2018) | - Koi ni Ochiru Toki (2013) - For You (2015) - Air (2017) |

## Tour và Concert
Concert Nhật Bản
- Infinite Japan 1st Live - Leaping Over (2011)
- Infinite 1st Arena Tour in Japan - Second Invasion Evolution Plus (2012)
- 2015 Infinite Japan Tour - Dilemma (2015)

Concert Hàn Quốc
- Infinite Second Invasion (2012) (Hàn và Nhật)
- 2012 Infinite Concert: That Summer (2012)
- 2014 Infinite Concert: That Summer 2 (2014)
- 2016 Infinite Concert: That Summer 3 (2016) (Hàn và Nhật)

Tour thế giới
- 2013 Infinite 1st World Tour - One Great Step (2013)
- 2015 Infinite 2nd World Tour - Infinite Effect (2015-2016)

## Hoạt động khác

### Show thực tế tham gia
| Năm  | Tiêu đề                   | Kênh chiếu | Ghi chú                            |
| ---- | ------------------------- | ---------- | ---------------------------------- |
| 2010 | Infinite! You Are My Oppa | Mnet       | Cùng với thành viên Jiae (Lovelyz) |
| 2010 | Days of Infinite          | Mnet       |                                    |
| 2011 | Infinite's Sesame Player  | Mnet       |                                    |
| 2012 | Infinite's Ranking King   | Mnet       |                                    |
| 2013 | Infinite's Japan Story    | Mnet       |                                    |
| 2014 | This Is Infinite          | Mnet       |                                    |
| 2015 | Infinite Showtime         | MBC Every1 |                                    |

### Phim ảnh
- Khách mời: MBC "Good Job, Good Job" và KBS "Everybody Cha Cha Cha"
- 2011 SBS "While you are sleeping" (Sungyeol)
- 2011 Phim Nhật Bản "Jiu" (L)
- 2011 Lồng tiếng phim hoạt hình "Welcome to Convenience Store" (L) và nhạc phim (Infinite)
- 2012 Shut up! Flower Boys Band (L)
- 2012 Khách mời: Salamander Guru and the Shadow (L)
- 2012 A Thousand Man (Woohyun)
- 2013 Khách mời: KBS "A Bit of Love" (Sungkyu)
- 2013 Mặt trời của Chủ quân (Master's Sun) (L)
- 2014 SBS My Lovely Girl (Kim Myungsoo)
- 2014 KBS Hi School Love On (Lee Sungyeol, Nam Woohyun)
- 2014 Cưới lại đi anh (Kim Myungsoo)
- 2015 SBS Mask (Lee Howon)
- 2015 7 Ngàn ngày yêu em (Time We Weren't In Love) (Kim Myungsoo)
- 2015 JTBC D-Day (Lee Sungyeol)
- 2016 I Want To Protect You One More Time (Kim Myungsoo)
- 2016 Black cat (Kim Myungsoo)
- 2017 MBC Ruler: Master of the mask (Kim Myungsoo)
- 2018 KBS Love Returns (Lee Sungyeol)
- 2018 JTBC Miss Hamurrabi (Kim Myungsoo)
- 2018 SBS Mysterious Nurse (Lee Sungjong)
- 2019 KBS Angel's Last Mission: Love ( Kim Myungsoo)
- 2020 KBS Meow, the Secret Boy (Kim Myungsoo)

### Quảng cáo
| Quảng cáo             | Ghi chú          |
| --------------------- | ---------------- |
| Elite                 | Infinite cùng IU |
| Samsung Galaxy Player | Infinite         |
| Lotte Hotel tại Busan | Infinite         |
| Fila                  | Infinite         |
| SK TELECOM            | Hoya             |
| Natuur Pop            | Infinite         |
| Pepsi                 | Infinite         |
| Samsung Note 3        | Infinite         |
| LabNo                 | L                |

### Nhạc kịch
2012 "Gwanghamun Love Story" (Kim Sungkyu & Nam Woohyun)
2014 "Vampire" (Kim Sungkyu)
2015 "In The Heights" (Kim Sungkyu & Jang Dongwoo)
2016 "All Shook Up" (Kim Sungkyu)
2017 "Gwanghamun Love Story" (Kim Sungkyu)
2018 "Amadeus" (Kim Sungkyu)
2018 "I love you, you're perfect, now change" (Nam Woohyun)
2018 "Altar Boyz" (Jang Dongwoo)
2018 "Shinheung Military Academic" (Kim Sungkyu)
2018 "Barnum: The Greatest Showman" (Nam Woohyun)
2018 "The Days" (Nam Woohyun)
2020 "Kinky Boots" (Kim Sungkyu)
2021 "Gwanghwamun Sonata" (Kim Sungkyu)
2022 "Xcalibur" (Kim Sungkyu)
2023 "Red Book" (Kim Sungkyu)
2024 "Dear Evan Hansen" (Kim Sungkyu)